# NGC 5643
NGC 5643 (другие обозначения — ESO 272-16, MCG −7-30-3, AM 1429—435, IRAS14294-4357, PGC 51969) — спиральная галактика с перемычкой (SBc) в созвездии Волк.
Галактика обладает активным ядром и относится к сейфертовским галактикам типа II
Этот объект входит в число перечисленных в оригинальной редакции «Нового общего каталога».
В галактике вспыхнула сверхновая SN 2013aa типа Ia, её пиковая видимая звездная величина составила 11,9.